# 达米尔·什卡罗
达米尔·什卡罗（1959年11月2日—），克罗地亚男子拳击运动员。他曾代表南斯拉夫参加1980年、1984年和1988年夏季奥林匹克运动会拳击比赛，其中1988年奥运会获得一枚铜牌。